# Parque Público Federal El Chamizal
El Parque Público Federal El Chamizal (o, simplemente, El Chamizal) es un parque urbano de aproximadamente 1.2 km², localizado en el norte de Ciudad Juárez, en el estado de Chihuahua, México. Originalmente formaba parte del territorio mexicano; sin embargo, por cambios en el cauce del río Bravo, quedó en el lado norte del mismo, por lo que México entabló un largo litigio con los Estados Unidos para recuperarlo. 
Este territorio fue y es igualmente llamado Isla de Córdoba, por los dos afluentes del río Bravo que lo rodearon, el cauce original y el nuevo cauce derivado de una gran inundación en el siglo XIX. Este territorio ha sido el único que Estados Unidos ha cedido a México aparte de la cesión del pueblo de Río Rico en 1977. La superficie total del territorio devuelto a México es de aproximadamente 177 hectáreas, y la superficie destinada al parque es de aproximadamente 124 hectáreas. Se trata de uno de los sitios más importantes para la historia de Ciudad Juárez.[cita requerida]

## Origen (1848-1895)
El Tratado de Guadalupe Hidalgo y el Tratado de 1884 fueron los acuerdos originalmente responsables del establecimiento de la frontera internacional, los cuales especificaban que el medio del río Bravo era la frontera, independientemente de cualquier alteración en los canales o los bancos. El tratado de 1884 mantenía que las alteraciones tenían que resultar gradualmente por causas naturales. Esta disposición seguía la doctrina establecida hace mucho tiempo sobre derecho internacional de que cuando un cambio en el curso de un río fronterizo es causado por depósitos de aluvión, la frontera cambia con el río, pero si los cambios son debidos a avulsión, el antiguo cauce sigue siendo la frontera.
El río se desplazó continuamente hacia el sur entre 1852 y 1868, siendo el desplazamiento más importante el ocurrido después de una inundación en 1864. Hacia 1873 el río se había movido 2,4 km². El nuevo territorio expuesto pasó a ser conocido como ‘’El Chamizal’’, pero finalmente el terreno fue incorporado como parte de El Paso. Tanto México como Estados Unidos reclamaban el territorio. En 1895, ciudadanos mexicanos presentaron el caso en la Corte Primaria de Demandas de Juárez para reclamar el terreno.

## Disputas y controversias (1895-1963)

Mapa de El Chamizal en 1963.

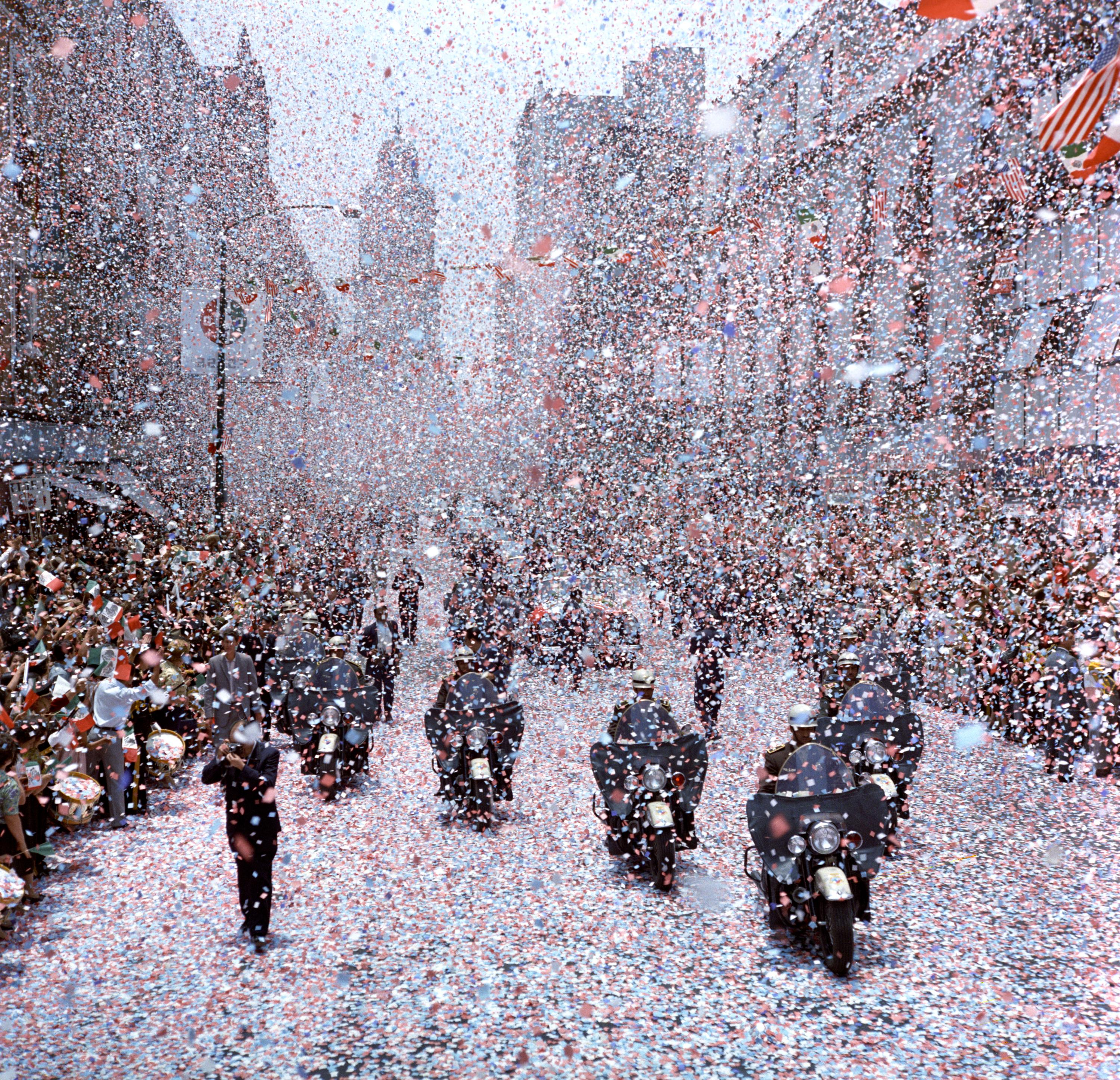
Los mexicanos celebran en junio de 1962 cuando John F. Kennedy visita la Ciudad de México poco antes del final de la disputa.

En 1910 México y Estados Unidos acordaron las reglas del arbitraje para resolver el conflicto, y el tribunal fue establecido para investigar y deliberar sobre si el cambio en el río fue gradual, si las fronteras establecidas por los tratados eran fijas y si el tratado de 1884 estaba en aplicación. 
México argumentaba que la frontera nunca había cambiado y por lo tanto El Chamizal era técnicamente territorio mexicano, mientras que Estados Unidos argumentaba que la convención de 1884 debía aplicarse, que la frontera era el resultado de erosión gradual y, por tanto, la propiedad les pertenecía.
El tribunal recomendó ese año que la parte de la zona en disputa que queda está entre el lecho del río, analizado en 1852, y la mitad del río en 1864 serían parte de Estados Unidos y el resto de la zona sería parte de México. Estados Unidos rechazó la propuesta, con el argumento de que no se cumplían los acuerdos del arbitraje, alentando una disputa entre los dos gobiernos y fomentando la mala voluntad.
Durante este periodo de incertidumbre, parte de la tierra localizada en medio del río se pasó a ser conocida como Isla de Córdoba. En cierto modo era una isla perteneciente a México dentro de Estados Unidos, por lo que había poco control sobre el territorio. Las tensiones sobre el territorio durante la histórica cumbre Taft - Díaz casi terminaron en el intento de asesinato de ambos presidentes el 16 de octubre de 1909.
Entre 1911 y 1963 varios presidentes intentaron solucionar el problema. Entre las propuestas estaban: perdonar la deuda, intercambio por otro territorio a lo largo del río Bravo, compra directa de la zona y la inclusión del Chamizal en el proyecto de rectificación de río Bravo. La disputa siguió afectando las relaciones México-Estados Unidos hasta que John F. Kennedy aceptó establecer la frontera con base al arbitraje de 1911. Se esperaba que la resolución de la disputa fortalecería la Alianza para el Progreso y solidificaría la Organización de Estados Americanos. Otro motivo es que era la época de la Guerra Fría y el gobierno estadounidense tenía crecientes preocupaciones sobre la posible alianza de México con Cuba.

## Resolución

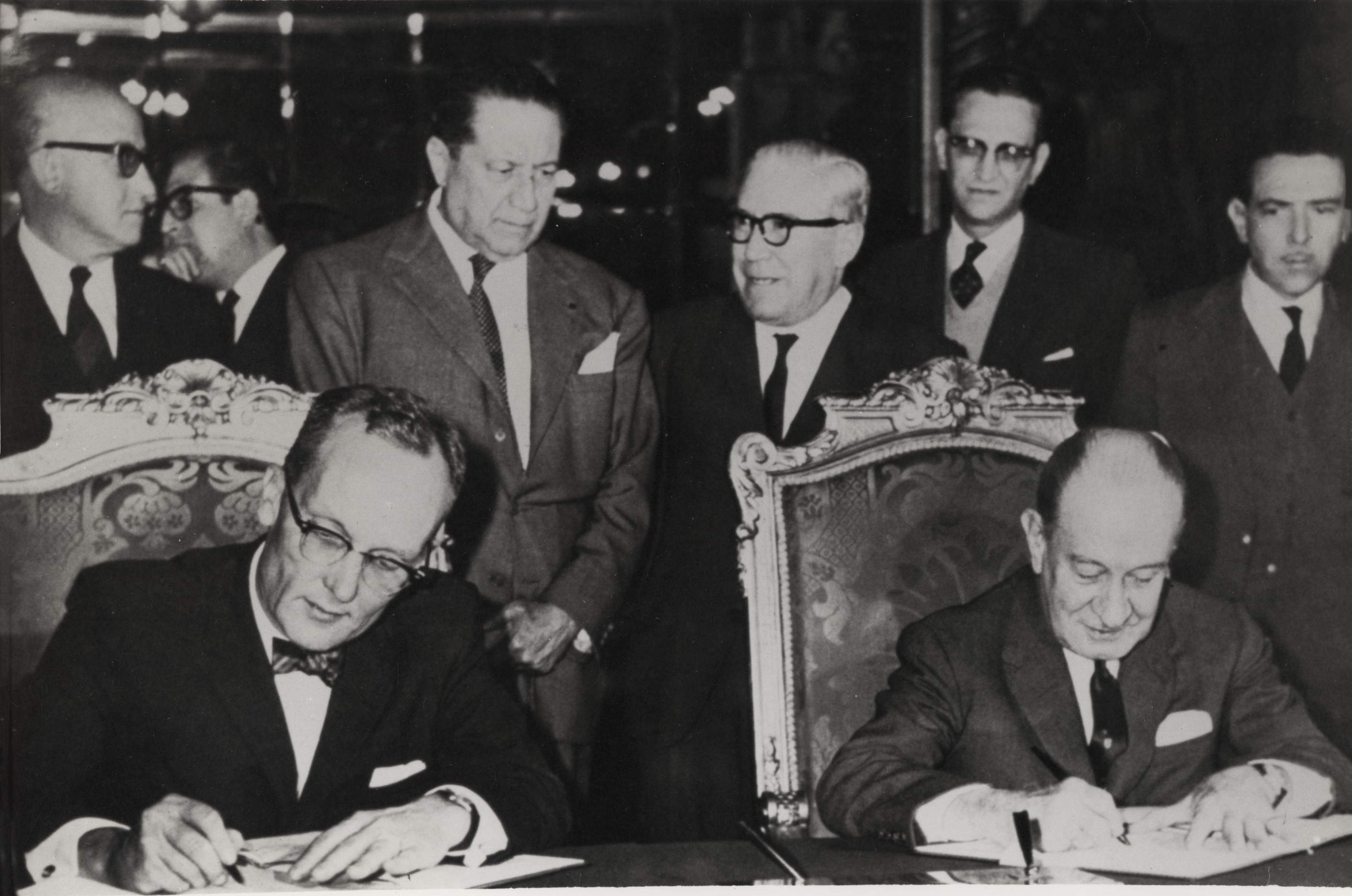
El embajador de Estados Unidos en México, Thomas C. Mann (izquierda) y el Secretario de Relaciones Exteriores de México, Manuel Tello Baurraud (derecha) firman el Tratado del Chamizal en la Ciudad de México el 29 de agosto de 1963.

La disputa terminó formalmente el 14 de enero de 1963, cuando Estados Unidos y México ratificaron un tratado que siguió las recomendaciones del arbitraje de 1911. El acuerdo concedió a México 1.5 km² del área del Chamizal y aproximadamente 28 hectáreas al este de la adyacente Isla de Córdoba. 
Aunque no se realizó pago alguno por parte de ninguno de los gobiernos, Estados Unidos recibió una compensación por parte del Banco Nacional Hipotecario, Urbano y de Obras Públicas, por 382 estructuras incluidas en la transferencia. Estados Unidos también recibió 78 hectáreas de la Isla de Córdoba de México, y los dos estados acordaron compartir equitativamente el coste de construir un borde artificial para el río. 

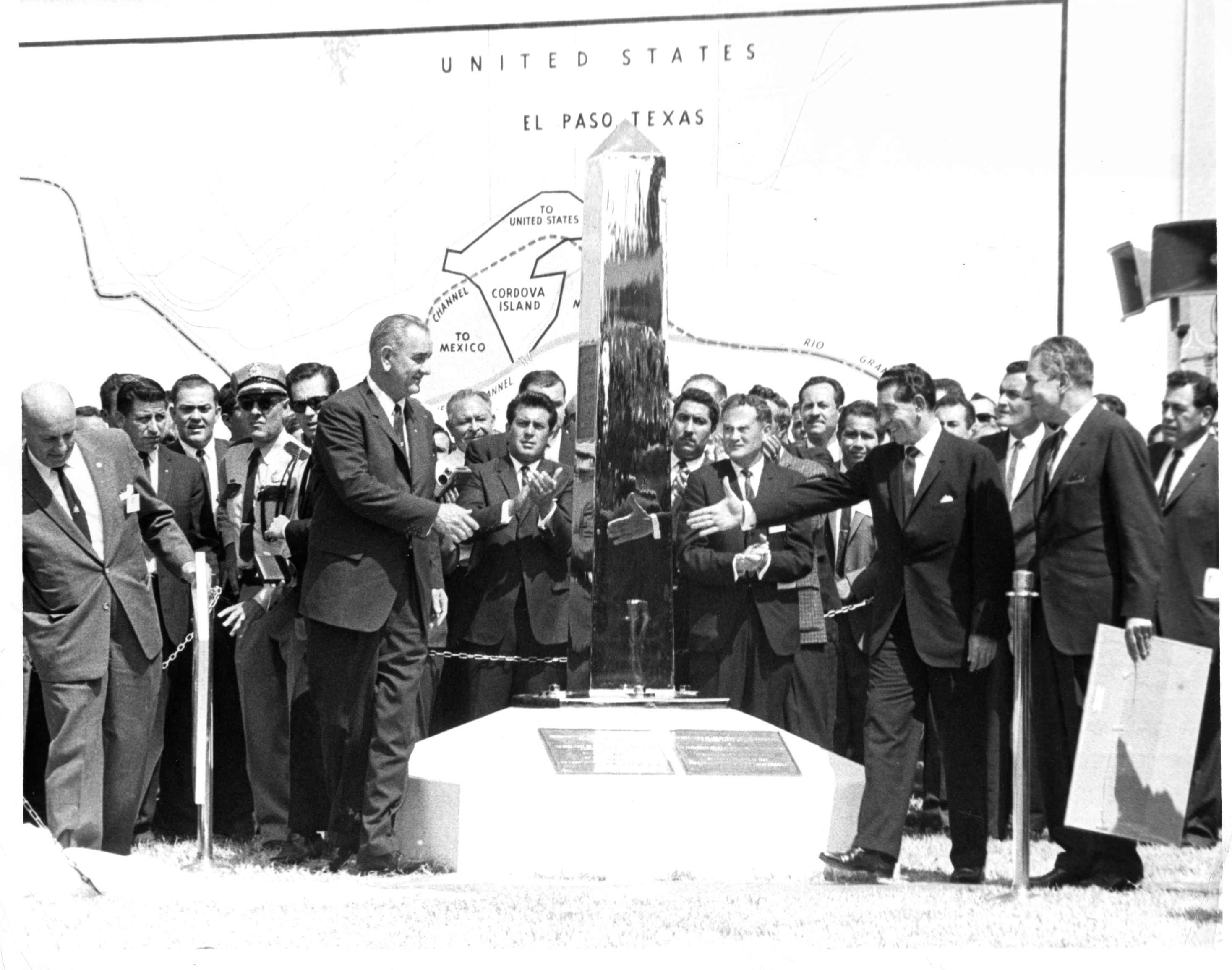
El presidente estadounidense Lyndon B. Johnson (izquierda) con su homólogo mexicano Adolfo López Mateos el 25 de septiembre de 1964 develando el señalamiento que marca los nuevos límites fronterizos entre ambos países tras la devolución del Chamizal.

El 25 de febrero de 1964, los presidentes Adolfo López Mateos y Lyndon B. Johnson se reunieron en la frontera para terminar oficialmente con la disputa; el mandatario estadounidense hizo una entrega simbólica del sitio al mandatario mexicano. En octubre de 1967, Johnson se reunió con el presidente Gustavo Díaz Ordaz en Ciudad Juárez para formalizar la entrega. 
Pero a las tres semanas, al no haberse hecho la entrega física de El Chamizal, un pequeño grupo de mexicanos encabezados por el arquitecto Pedro Moctezuma Díaz Infante tomó posesión del territorio "a las doce de la noche transportados en furgonetas llegamos a la existente frontera del país en el área que ya era mexicana. Con largas tenazas cortamos los alambres de púas que constituían la delimitación fronteriza y penetramos hasta el centro de El Chamizal. Los vehículos se ubicaron en un semicírculo y con sus faros iluminaron helecho de hincar una simbólica Bandera Nacional..sin previo acuerdo, los asistentes entonamos el Himno Nacional, hecho que nos llegó hondo". Posteriormente, el Arq. Moctezuma como Subsecretario de Bienes Inmuebles y Urbanismo, dirigió la planificación y las obras del Parque Conmemorativo de El Chamizal.
Uno de los puntos de la Convención del Chamizal, fue construir un canal artificial para prevenir que el río Bravo volviera a cambiar la frontera internacional en el futuro. El canal fue construido en concreto con 51 metros de ancho en la parte superior y 4.6 metros de profundidad. Los dos gobiernos, compartieron el costo del canal, incluyendo el de tres nuevos puentes. A finales de los años 60 se construyó un monumento en El Chamizal para aumentar el conocimiento de los visitantes sobre la cooperación, la diplomacia y los valores culturales como medios básicos para la resolución de conflictos.

## El parque

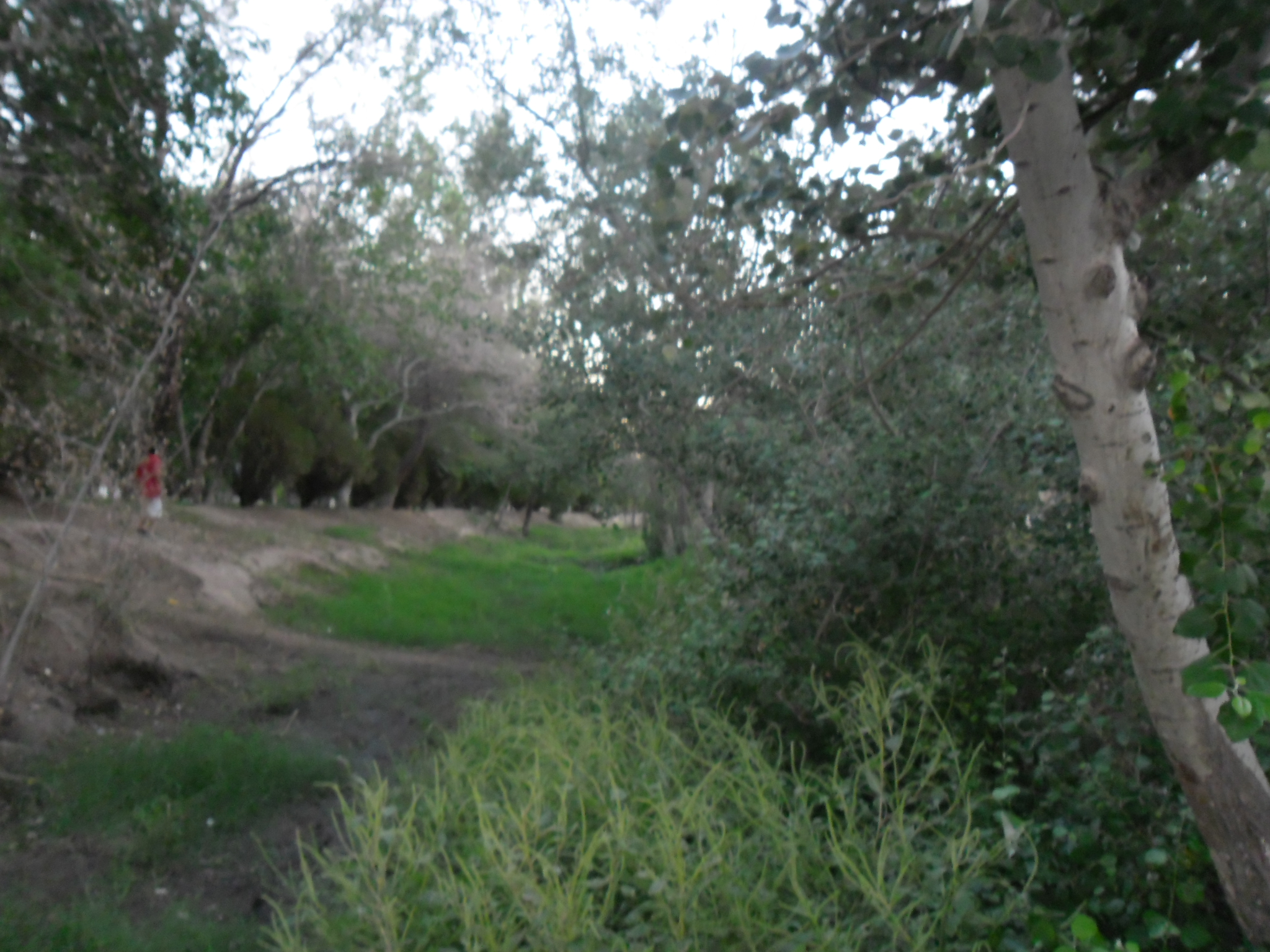
Parque Público Federal El Chamizal

A partir de 1970 se inició la habilitación de 124 hectáreas aproximadamente, destinadas a la creación de un parque urbano, el primero en su tipo en la ciudad. Durante la reintegración del predio al territorio nacional, los presidentes Adolfo López Mateos y Gustavo Díaz Ordaz, y el entonces gobernador de Chihuahua, Óscar Flores Sánchez, se comprometieron con Manuel L. Cardona, presidente de la Sociedad Chihuahuense de Estudios Históricos y René Mascareñas Miranda, en representación de la población juarense, a asegurar que ‘El Chamizal’ sería destinado únicamente al ámbito educativo, cultural y deportivo.
De acuerdo con archivos periodísticos de 1989, el plan inicial consistía en reforestar el área, instalar una ciclopista que recorriera toda la superficie del parque, un campo de golf con nueve hoyos, tres zoológicos, restaurantes y una pista de patinaje de hielo, además de juegos ecológicos. Sin embargo, con el paso del tiempo, se eliminaron las posibilidades de construir el campo de golf y los zoológicos.
Hoy en día, El Chamizal es el lugar de esparcimiento familiar y deportivo más importante con el que cuenta Juárez. El parque cuenta, a lo largo de toda su extensión, con una superficie totalmente reforestada similar a un bosque, además, también cuenta con un lago, canchas de fútbol, estadio olímpico, planta tratadora un invernadero y una red de ciclopistas esparcidas por todo el parque.
Asimismo, el parque cuenta también con diversos monumentos históricos como el monumento "El Chamizal", Monumento a los Niños Héroes, y el conocido Monumento a Benito Juárez, rodeado de un grande anillo de concreto, y a lo largo de él, placas conmemorativas con los escudos de cada estado de la república.